# Собор Сент-Эдмундсбери
Собор Сент-Эдмундсбери (англ. St Edmundsbury Cathedral), ранее — Собор Святых Иакова и Эдмунда (англ. Cathedral Church of St James and St Edmund) — кафедральный собор Церкви Англии диоцеза Сент-Эдмундсбери и Ипсуича. Находится в Бери-Сент-Эдмундс в графстве Суффолк, Англия. Первая церковь на этом месте была основана в XI веке; она была значительно перестроена в XII и XVI веках, став приходской церковью; а в 1914 году наконец стала собором новообразованного диоцеза.

## История

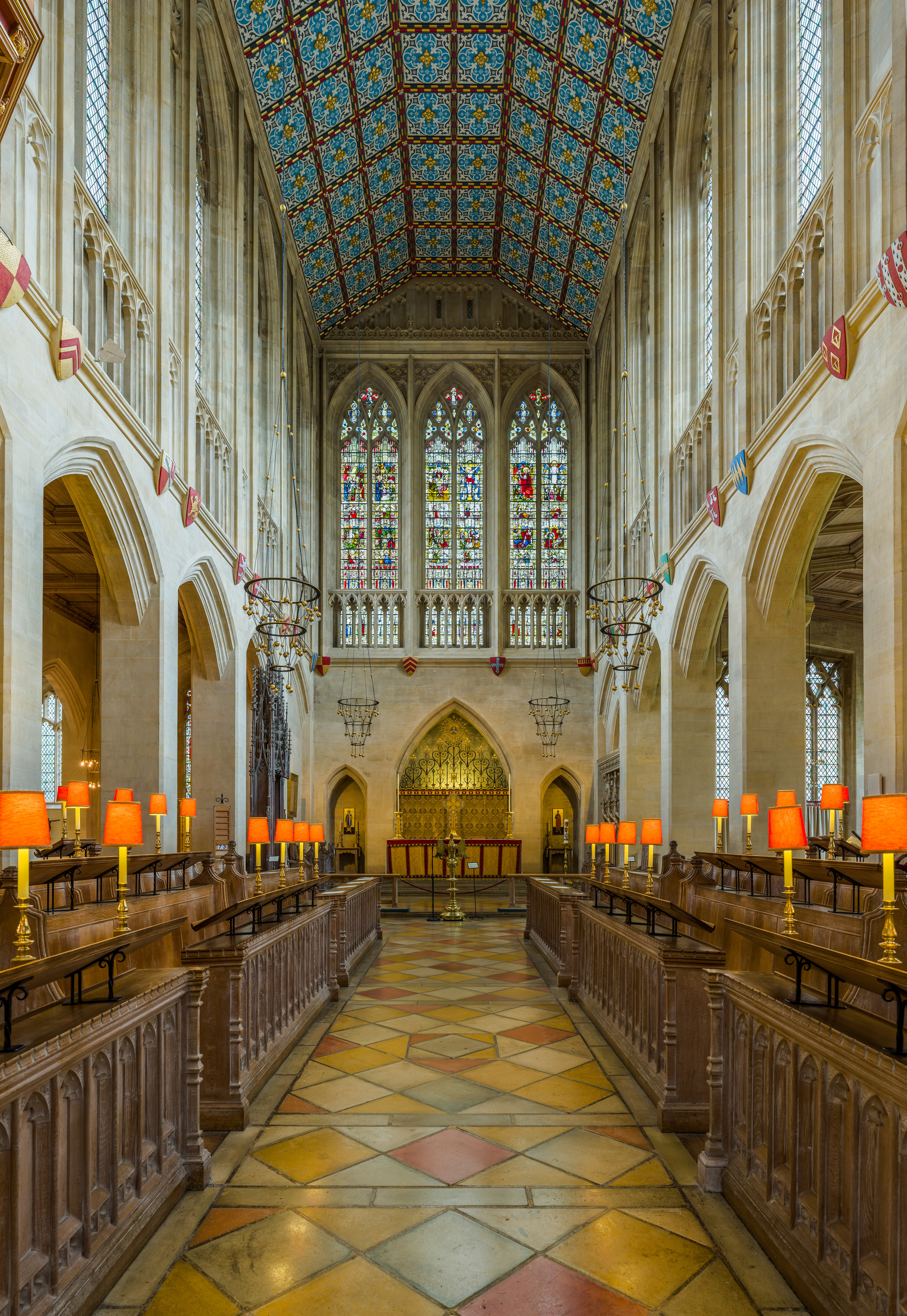
Хор

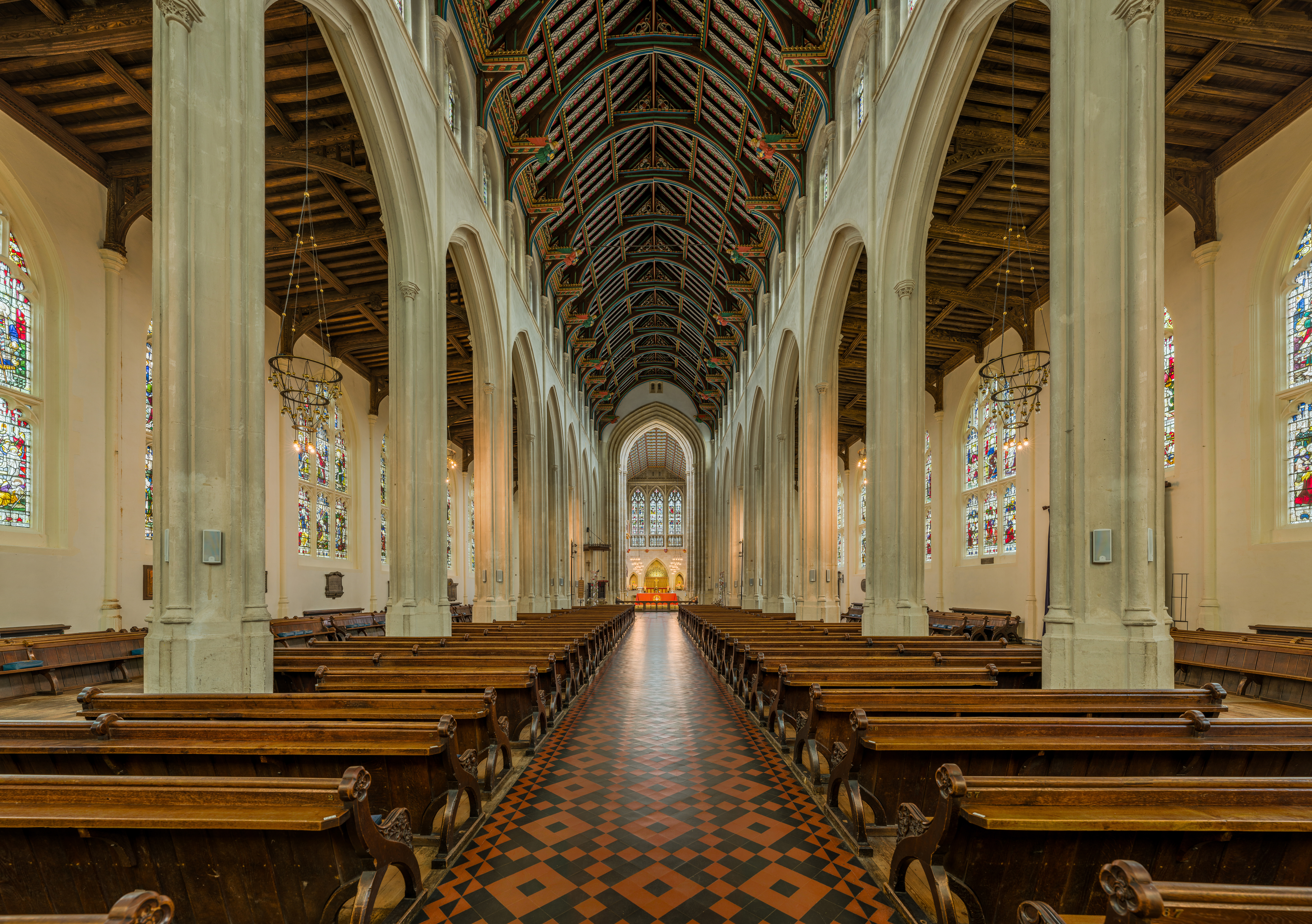
Неф

Церковь на месте современного собора стояла по крайней мере с 1065 года, когда на территории аббатства Бери-Сент-Эдмундс была построена церковь Сен-Дени. В начале XII века аббат Ансельм собирался совершить паломничество по Пути Святого Иакова в Сантьяго-де-Компостела. Когда ему это не удалось, он перестроил Сен-Дени и посвятил новую церковь святому Иакову. Она стала приходской церковью на северной стороне Бери-Сент-Эдмундс. Ансельм также отвечал за строительство воротной башни аббатства рядом с собором Святого Джеймса, известной сегодня как Нормандская башня; её использовали в качестве церковной колокольни, что продолжается и по сей день.
Начиная с 1503 года церковь была в значительной степени перестроена в стиле перпендикулярной готики; за работы отвечал каменщик Джон Вастелл, который также работал над Королевском колледже в Кембридже. Дальнейшие перестройки здания были предприняты в XVIII и XIX веках, в частности, Джордж Гилберт Скотт установил новый алтарь и возвёл крышу с деревянными балками. Он же является автором дизайна купели (1870), к которой в 1960 году были добавлены украшения. После создания диоцеза Сент-Эдмундсбери и Ипсуича в 1914 году, церковь Святого Иакова стала кафедральным собором. В 1959 году Бенджамин Бриттен написал фанфары Сент-Эдмундсбери для «Театрализованного представления Великой хартии вольностей», проводимого на территории собора.
С 1959 года были возобновлены строительные работы, которые должны были превратить бывшую приходскую церковь в собор. В 1959—1970 годах викторианский алтарь был демонтирован и заменён новым хором, а с западной стороны был добавлен клуатр; также были возведены трансепты, часовня Богоматери и придел, посвящённый святому Эдмунду. В часовне Богоматери висит картина Брайана Уилана «Мученичество святого Эдмунда». В 1990 году на территории собора были открыты хоровая школа и центр для прихожан. В 2000—2005 годах была возведена 46-метровая кирпичная колокольня в неоготическом стиле. Дальнейшие дополнения — часовня Преображения Господня и Восточный придел, строительство которых было завершено в 2009 году.
Среди витражей собора выделяется средневековое окно Сюзанны с фламандским стеклом в нижней части и английским стеклом наверху. Западное окно изображает Страшный суд и датируется примерно 1900 годом.
Двенадцать колоколов расположены в Нормандской башне. Первые десять колоколов были отлиты в 1785 году Томасом Осборном из Даунем-Маркета. В 1973 году колокола были перевешены в железный каркас на нижнем уровне башни. После публичного обращения на Пасху в 2012 году были добавлены еще два колокола. Тринадцатый колокол был добавлен в 2013 году, что позволяет начинающим звонарям тренироваться с полной октавой, без необходимости использовать три самых тяжелых колокола. В колокола звонят по воскресеньям перед утренними и вечерними службами, а также на свадьбах и других особых случаях.